# Idaea triangularis
Idaea triangularis är en fjärilsart som beskrevs av George Francis Hampson 1895. Idaea triangularis ingår i släktet Idaea och familjen mätare. Inga underarter finns listade i Catalogue of Life.